# Chronobiologie et performance sportive
 (décembre 2021).
La chronobiologie est l’analyse des rythmes biologiques et internes des organismes. La structure dans le temps des organismes est représentée par les rythmes propres à chaque processus à une certaine période définie. La chronobiologie peut alors être définie comme l’étude de cette structure temporelle, de ses altérations et de ses mécanismes.
La chronobiologie est donc d’une importance capitale puisqu’elle s'applique à tous les domaines de la biologie . De ce fait, que  les rythmes soient circadiens ou circannuels, ils sont d’une grande utilité  dans la compréhension et l’interprétation des résultats d'explorations fonctionnelles en endocrinologie, hématologie, chronotoxicologie, et chronopharmacologie .
La performance sportive représente les différents degrés d’amélioration d’un individu dans la pratique d’une discipline sportive à un certain moment donné de son développement et qui dépendent de plusieurs facteurs.

## Lien entre le sport et la chronobiologie
Dans une tentative de maximiser la capacité sportive chez les athlètes, la médecine sportive reconnaît désormais l’importance de la chronobiologie au sein du domaine sportif. L’identification de plusieurs facteurs qui lient l’activité physique à la chronobiologie permet de cibler plus précisément les aspects à contrôler pour augmenter la performance sportive.

### Hormones et neurotransmetteurs
De nombreuses observations démontrent que la vaste majorité des hormones humaines sont régulées par notre horloge circadienne. La plus évidente d’entre elles est la mélatonine. Il est connu que le voyage, via un décalage horaire, désynchronise notre rythme de éveil-sommeil, ce qui nuit indirectement à la performance sportive puisque cela dérègle la sécrétion d’hormones importantes, telles que la mélatonine et le cortisol ,. Ainsi, il est recommandé que les athlètes s'entraînent selon un fuseau horaire concordant à celui de l’endroit de l’événement.
La testostérone, l’hormone proportionnellement plus dominante chez les mâles que chez les femelles, joue aussi un grand rôle dans l’activité physique. Outre sa capacité à élever le comportement agressif des mâles, ce qui est avantageux dans certains sports, elle joue un rôle important dans l’élargissement des muscles et par conséquent, augmente la force musculaire qu’un individu peut évoquer . Cette hormone suit plutôt un cycle cirannuel variant au cours des mois. Ainsi, certains athlètes verront un pic dans leurs capacités physiques à des moments précis durant l’année.

### Température
Ensuite, même si les facteurs environnementaux, favorables ou non, sont incontrôlables, les mécanismes endogènes peuvent, cependant, être manipulés par l'entraînement et par l’intermédiaire d’une manipulation des rythmes circadiens afin obtenir des adaptations positives à l'exercice. Il est connu qu’une augmentation de la température corporelle facilite la formation de ponts actine-myosine des muscles squelettiques . Pour cette raison, il a été proposé  que les performances maximales se produiraient en début de soirée, car elles coïncident avec la température corporelle maximale. C’est donc pourquoi, en 2010, Paillard a conduit une évaluation de sécrétions hormonales à la suite de laquelle Bessot et ses collaborateurs, en 2003, ont déduit que le meilleur temps de la journée pour s'entraîner  ou  concourir au  judo par exemple est entre 1 et 13h et entre 17 et 20h ,.

## Chronophysiologie
La chronophysiologie fait référence à l’utilisation de connaissances des rythmes physiologiques et métaboliques normaux, y compris ceux de la sécrétion hormonale, dans le but d’optimiser les performances athlétiques. Il existe une interaction complexe et synchronique entre ces variables et les activités sportives pour en établir les performances de pointe présente durant la soirée .
De plus, les pics des rythmes physiologiques et psychophysiologiques sont perçus durant l’après-midi ,. Puis, ces rythmes font référence entre autres à la coordination du muscle, au temps de réactions minimales et à l’attention ,. Cela est aussi observable pour certaines composantes rythmiques de l’activité cardiovasculaire telles que la fréquence cardiaque en prenant compte du fait qu’elle est grandement influencée par des facteurs exogènes . La synchronisation harmonieuse des pics de ces rythmes biologiques pendant le soir explique la notion d’un pic circadien des activités physiques, car cela crée un environnement biologique idéal et favorable afin d’obtenir de meilleures performances physiques ,.
Il a aussi été découvert que le chronotype des individus joue un rôle important dans l’obtention de meilleures performances . Il est possible d’observer des profils diurnes significativement différents entre les chronotypes tôt et tardifs en fonction des paramètres électroencéphalographiques et hormonaux . Notamment, les personnes avec un chronotype tôt performent mieux sur des activités de vigilance psychomotrice, de fonction exécutive et de force de préhension isométrique pendant la mâtinée que ceux avec un chronotype tard . Une autre approche du concept de chronotype des individus par rapport aux performances maximales est que, l’heure de l’éveil reflète l’horloge biologique interne et varie d’environ 26 % par rapport à l’heure réelle de la journée . De ce fait, cela suit le fait que les performances de pointe dépendent du temps passé après l’heure de réveil et non sur un temps spécifique de la journée .
Ensuite, le pic circadien de performance physique n’est pas le même pour tous les sports vu que ceux-ci sont effectués dans des conditions environnementales différentes . Toutefois, la tendance générale reste que les performances sportives de l’après-midi sont meilleures que celles qui se déroulent le matin, ce qui serait probablement dû à la disponibilité optimale de l’énergie assurée par les oscillations quotidiennes d’hormones servant à mobiliser la réserve de sources métaboliques . Par exemple, le pic circadien dans le football se situe entre 16h00 et 20h00 . Kline et ses collaborateurs, en 2007, ont fourni une preuve claire de la régulation circadienne dans la performance des nageurs en utilisant un cycle éveil-sommeil ultra-court de 180 minutes séparées en 120 minutes d’éveil (Jour) et 60 minutes de sommeil (Nuit) . Une meilleure performance des nageurs a été observée à 19 h comparée aux heures plus tôt de la journée, indiquant alors que le pic circadien de la natation se situe vers les heures plus tardives de la journée .

## Chronopathologie
Le rythme circadien qui régit le sommeil est primordial en ce qui concerne la performance sportive . Des lésions au niveau du noyau suprachiasmatique(NSC) pourraient affecter les performances sportives des athlètes adultes en induisant un problème dans le rythme circadien d’hormones régulant ses performances . La mélatonine, régulée par le NSC, favorise le sommeil d’un individu et son altération causerait une détérioration de ce dernier . Cet événement résulterait en une baisse de concentration de l'hormone de croissance(GH), qui lui, joue un rôle important dans la performance athlétique ,,,,. Toutefois, une altération du sommeil faite par le sujet sans éprouver de lésions au NSC pourrait aussi être nocif pour ses performances sportives .

### Implication des gènes
De plus, il a été découvert que le gène Bmal1 se trouve d’une importance primordiale dans l’horloge régulant le cycle éveil-sommeil, qui lui affecte les performances sportives ,,,. Puis, les conséquences d’une délétion de Bmal1 dans des myotubes de souris porteraient en partie sur la baisse de force que le muscle peut apporter ,,. Le gène Clock joue d’autant plus un rôle important. En effet, si l’horloge moléculaire est déréglée dans les muscles squelettiques, ce gène se trouve à être altéré, ce qui affecte à son tour la fonction mécanique et métabolique du muscle squelettique, et donc sera néfaste pour les performances sportives . Cela dit, ces gènes ne sont qu’une simple partie d’une panoplie de gènes impliqués dans l’horloge circadienne gouvernant les activités physiologiques .

## Chronothérapie
Un élément important liant la chronobiologie et les performances sportives est la chronothérapie. En effet, le moment auquel les sportifs ingéreront certaines substances ou auront recours à des traitements thérapeutiques est crucial, afin que le sportif en ressorte avec le maximum de bénéfices et le moins d’effets secondaires indésirables ou toxiques possibles . Il a d’ailleurs été démontré que l’intensité et la gravité des effets secondaires de certains produits administrés lors de traitements thérapeutiques diffèrent selon le moment de la journée où il sera pris. On peut citer cet exemple dans le cas de certains sportifs atteints de maladies endocriniennes qui ont recours à des traitements de doses de testostérone ou de l’hormone GH, qui doivent être administrées de façon calculée tout en respectant le rythme physiologique de l’individu, afin d’éviter toute accusation de dopage . Plus précisément, dans le cas de traitements à la testostérone chez les hommes, la thérapie visera à rétablir le rythme naturel circannuel de cette hormone qui se trouve à être déréglée . Pour ce faire, les doses pourraient être administrées de façon plus faible durant les mois de janvier jusqu’à mars, et de façon plus forte durant les mois de juillet à septembre, pour respecter le cycle circannuel naturel de la testostérone .
La chronothérapie est utilisée aussi dans l’administration de traitements à base de corticoïdes, ces derniers étant administrés de façon graduelle au cours de la journée (dose forte le matin, faible le soir) ou bien à l’aide d’une seule administration au début de la journée, mais qui sera libérée dans l’organisme graduellement, comme le ferait naturellement le cycle circadien . Les hormones administrées dans ces traitements doivent jouer un rôle chronobiotique, c’est-à-dire qu’elles doivent être capables de justement rétablir la perturbation de l’horloge circadienne . La mélatonine en est un autre bon exemple, car elle arrive à réguler le cycle éveil-sommeil . Comme la qualité et la quantité de sommeil sont deux facteurs très importants pour la performance sportive à court terme, la mélatonine doit être chronobiotique pour la synchronisation rapide de l’horloge circadienne interne.